# Va'era
Va'era, ou Vaera (וארא – Hébreu pour “Et J'apparus”, premier mot prononcé par Dieu dans la parasha, dans Exode 6:3) est la quatorzième parasha (section hebdomadaire) du cycle annuel juif de lecture de la Torah et la seconde parasha du Sefer Shemot (Livre de l'Exode).
Elle est constituée d'Exode 6:2–9:35. Les Juifs de la Diaspora la lisent le quatorzième Sabbath après Sim'hat Torah, généralement en janvier.

## Résumé
Dieu, Qui S’est révélé aux patriarches comme El Shaddaï, S’annonce à Moïse comme YHWH. Il envoie sur l’Égypte des plaies destinées à contraindre le Pharaon de laisser le peuple d’Israël partir rendre un culte à Dieu dans le désert. Cependant, Pharaon endurcit son cœur jusqu’à la sixième plaie, puis Dieu le lui endurcit.

### Divisions de la parasha lors de la lecture complète
La lecture de la parasha à la synagogue le sabbath est traditionnellement divisée en sept sections, pour lesquelles un membre différent de la congrégation est appelé à lire. La première lecture, le rishon, échoit traditionnellement à un cohen, la seconde, appelée sheni, à un levi, les suivantes à un israël (ni cohen ni levi). La septième section comporte une sous-section, le maftir, qui est lu par la personne qui lira ensuite la haftara.
Les sections de la parashat Va’era sont:
- rishon:
- sheni:
- shlishi:
- revi'i:
- shishi:
- shevi'i: 
  - maftir:

### Divisions de la parasha lors de la lecture abrégée
Une lecture publique de la parasha fut instaurée par Ezra le Scribe le lundi et le jeudi à la synagogue. Cette lecture, sensiblement plus courte, ne comprend que trois sections, la première réservée au cohen, la seconde au levi, la troisième à un israël
- Section du cohen: Shemot[3]
- Section du levi: Shemot[3]
- Section de l'israël: Shemot[3]

### Maqam
Un maqam est un système de modes musicaux utilisé dans la musique arabe mélodique classique. Les juifs originaires des pays orientaux (Afrique du Nord, Syrie) s'en sont inspirés, et adaptent la mélodie de la liturgie du Shabbat en fonction du contenu de la parasha de cette semaine. Ils emploient 10 maqam différents, possédant chacun son usage propre.
Le maqam utilisé lors du sabbath au cours duquel on lit la parashat Va’era est le Maqam Bayat, car la parasha contient le passage des Dix Plaies. Ceux qui avaient lu la parshat Shemot selon le maqam Bayat lisent Va’era selon le maqam Nawah, qui est aussi utilisé à Pessa’h .

## Va'era dans la tradition rabbinique
Rabbi Nehemia a cité l'emploi des mots “vous fera sortir” dans Ex 6,6 pour démontrer que l'utilisation du mot hamotzi dans la bénédiction sur le pain signifierait que Dieu “fera sortir” le pain de la terre, et non pas que Dieu “a fait sortir” le pain de la terre. Rabbi Nehemia lisait donc Ex 6,6–7 comme signifiant: “Je suis YHWH, Qui vous fera sortir de sous les fardeaux des Égyptiens.”  La Guemara rapporte toutefois que les Rabbanim d'une baraïta lisaient Ex 6,6–7 comme signifiant: “Lorsque Je vous aurai fait sortir, Je ferai pour vous quelque chose qui vous montrera que Je Suis Celui qui vous a fait sortir de sous les fardeaux des Égyptiens.” (Talmud de Babylone Berakhot 38a.)
Rabbi Siméon a noté que, dans presque chaque occurrence, la Torah mentionne Moïse avant Aaron, mais que Ex 6,26 mentionne Aaron avant Moïse, ce qui enseigne que les deux étaient considérés équivalents (Tosefta Keritot 4:15.)
La Tosefta a cité Ex 7,1, (où Aaron, qui parle pour le grand Moïse, est considéré comme inférieur à lui) pour appuyer l'assertion selon laquelle lors de la lecture synagogale, un mineur peut traduire pour un adulte, mais il n'est pas honorable pour un adulte de traduire pour un minaur (Tosefta Meguila 3:21.)
La Tosefta a déduit de Ex 1,8 que Pharaon commença à pécher avant le peuple, c'est pourquoi, ainsi qu'indiqué par Ex 7,29 et 8:4, Dieu le frappa avant de frapper le peuple (Tosefta Sotah 4:12.)
Les Pharisiens notèrent qu'alors que Pharaon avait demandé (dans Ex 5,2) qui était Dieu, une fois que Dieu l'avait frappé, dans Ex 9,27, Pharaon avait reconnu que Dieu était Juste. Citant cette "juxtaposition", les Pharisiens se désolaient contre les hérétiques qui plaçaient le nom de dirigeants terrestres au-dessus du Nom de Dieu (Mishna Yadayim 4:8.)

## Commandements
La Torah comporte, selon la tradition rabbinique, 613 prescriptions. Différents sages ont tenté d'en établir un relevé dans le texte biblique.
Selon deux de ces computs les plus célèbres, le Sefer Hamitzvot et le Sefer HaHinoukh, la parashat Va'era ne comporte pas de commandements.

## Haftara
La haftara est une portion des livres des Neviim ("Les Prophètes") qui est lue publiquement à la synagogue après la lecture de la Torah. Elle présente généralement un lien thématique avec la parasha qui l'a précédée.
La haftara pour la parashat Va'era est Ezéchiel 28:25–29:21.
Comme dans la parasha, Dieu instruit un prophète de confronter le Pharaon d'Égypte, et d'amener la rédemption d'Israël. La parasha (Ex 7,4) et la haftara ( 28,26.) évoquent les jugements (shefatim) de Dieu contre le Pharaon et l'Égypte.
Le mot « tannine » ("monstre") se retrouve dans les deux textes: dans la parasha, Dieu transforme la verge de Moïse en un tannine (rendu par « serpent » -- Ex 7,15); dans la haftara, c'est le Pharaon qui est un tannine ( 29,3.)
Comme dans la parasha (Ex 7,17–19;), Dieu attaque la rivière ( 29,10) et tue les poissons (Ex 7,20–21;/ 29,4–5.). Comme dans la parasha (Ex 7,5;), les actions de Dieu Le feront connaître (ve-yad’ou) des Égyptiens ( 28,26; 6, 16, 21.)
Et comme dans la parasha (Ex 6,2;), Dieu proclame  “Je Suis YHWH” ( 29,21.)